# Closest thing to heaven (Kane Gang)
Closest thing to heaven is een single van Kane Gang. Het is afkomstig van hun album The bad and lowdown world of the Kane Gang. Closest thing to heaven zou de grootste hit van de Kane Gang worden en blijven, alhoewel Respect yourself het in sommige landen iets beter deed. Hun singlerepertoire zou met acht single niet groot worden. In 1987 stopte de band er alweer mee, na een debuut in 1983. In de videoclip is een melodica te zien.

## Hitnotering
Closest thing stond elf weken in de UK Singles Chart met als hoogste notering plaats 12. 

### Nederlandse Top 40
De single bleef steken in de tipparade, ze stond daar zeven weken in genoteerd.

### NederlandseNationale Hitparade Top 50
| Positie: | 49 | 32 | 32 | 33 | 35 | 34 | 47 | uit |

### BelgischeBRT Top 30
| Positie: | 17 | 20 | uit |

### VlaamseUltratop 30
| Positie: | 22 | 27 | uit |

### NPO Radio 2 Top 2000
Closest thing to heaven stond alleen in 2000 in de NPO Radio 2 Top 2000, op plek 1704.